# Treffort
Treffort – miejscowość i gmina we Francji, w regionie Owernia-Rodan-Alpy, w departamencie Isère.
Według danych na rok 1990 gminę zamieszkiwało 78 osób, a gęstość zaludnienia wynosiła 7 osób/km² (wśród 2880 gmin regionu Rodan-Alpy Treffort plasuje się na 1542. miejscu pod względem liczby ludności, natomiast pod względem powierzchni na miejscu 1039.).